# Björköby kyrka

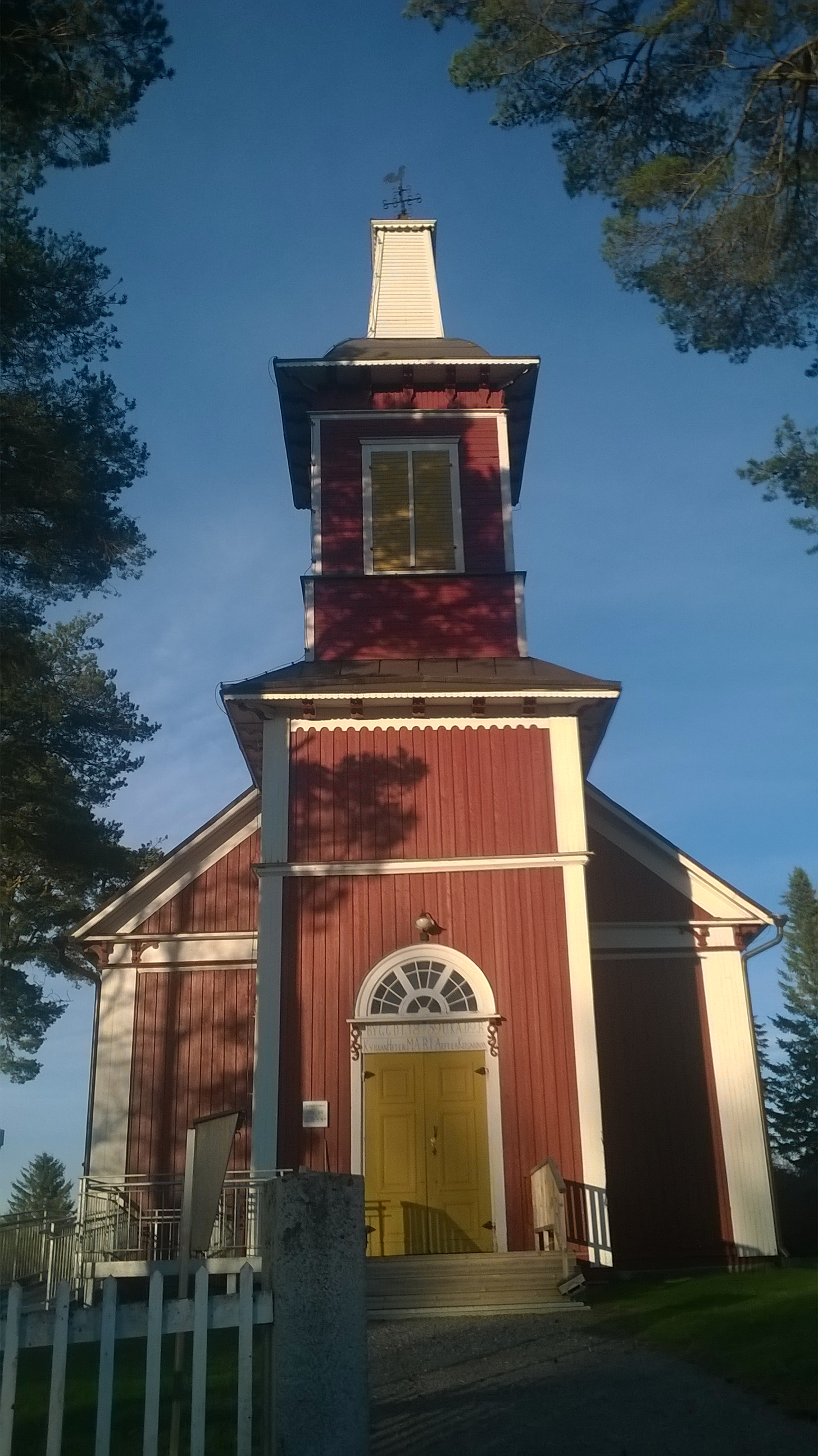
Björköby kyrka

Björköby kyrka ligger på Björkö i Österbotten, i den forna kommunen Björköby, som fusionerades med Korsholm 1973. Den används av Replots församling.
Kyrkan är byggd 1859 och fick namnet Maria efter Alexander II:s gemål. Läktaren byggdes 1907 och den första orgeln införskaffades ett par år senare. 
Innan byn fick en egen kyrka, användes läsarstugan som gudstjänstlokal.